# Черниська сільська рада
Черни́ська сільська́ ра́да — орган місцевого самоврядування у Чернігівському районі Чернігівської області. Адміністративний центр — село Черниш.

## Загальні відомості
Черниська сільська рада утворена в 1944 році.
- Територія ради: 63,143 км²
- Населення ради: 979 осіб (станом на 2001 рік)

## Населені пункти
Сільській раді підпорядковані населені пункти:
- с. Черниш
- с. Клочків

## Склад ради
Рада складається з 12 депутатів та голови.
- Голова ради: Краснопільський Володимир Пилипович
- Секретар ради: Апанасенко Світлана Миколаївна

### Керівний склад попередніх скликань
| ПІБ                                 | Основні відомості                                                         | Дата обрання | Дата звільнення |
| ----------------------------------- | ------------------------------------------------------------------------- | ------------ | --------------- |
| Мельник Іван Дмитрович              | Сільський голова, 1955 року народження, член Народної партії              | 26.03.2006   | 31.10.2010      |
| Краснопільський Володимир Пилипович | Сільський голова, 1959 року народження, освіта вища, член Партії регіонів | 31.10.2010   |                 |

Примітка: таблиця складена за даними джерела

### Депутати
За результатами місцевих виборів 2010 року депутатами ради стали:

#### За суб'єктами висування
| Суб'єкт висування            | Кількість обраних депутатів | %    |
| ---------------------------- | --------------------------- | ---- |
| Партія регіонів              | 9                           | 75   |
| Самовисування                | 2                           | 16,7 |
| Соціалістична партія України | 1                           | 8,3  |

#### За округами
| № округу                     | Прізвище, ім'я, по батькові    | Дата визнання обраним | Освіта             | Партійна приналежність | Відомості про обраного депутата                 |
| ---------------------------- | ------------------------------ | --------------------- | ------------------ | ---------------------- | ----------------------------------------------- |
| Партія регіонів              |                                |                       |                    |                        |                                                 |
| 1                            | Апанасенко Світлана Миколаївна | 03.11.2010            | вища               | член Партії регіонів   | Черниська сільська рада, секретар               |
| 2                            | Стреж Віра Василівна           | 03.11.2010            | середня            | член Партії регіонів   | Седнівське відділення зв'язку, листоноша        |
| 3                            | Мартиненко Андрій Васильович   | 03.11.2010            | вища               | член Партії регіонів   | тимчасово не працює                             |
| 5                            | Велігоша Василь Іванович       | 03.11.2010            | середня спеціальна | член Партії регіонів   | завод «Левона-С», слюсар                        |
| 6                            | Потапенко Людмила Олексіївна   | 03.11.2010            | середня            | член Партії регіонів   | Черниська сільська бібліотека, бібліотекар      |
| 7                            | Ячний Володимир Михайлович     | 03.11.2010            | середня            | член Партії регіонів   | тимчасово не працює                             |
| 10                           | Сергусь Тамара Петрівна        | 03.11.2010            | середня спеціальна | член Партії регіонів   | Клочківська сільська бібліотека, бібліотекар    |
| 11                           | Мартусь Світлана Іванівна      | 03.11.2010            | середня            | член Партії регіонів   | Клочківсь-кий сільський клуб, завідувачка клубу |
| 12                           | Клименок Григорій Михайлович   | 03.11.2010            | вища               | член Партії регіонів   | Клочківська загальноосвітня школа, директор     |
| Соціалістична партія України |                                |                       |                    |                        |                                                 |
| 9                            | Седень Василь Валерійович      | 03.11.2010            | середня            | позапартійний          | тимчасово не працює                             |
| Самовисування                |                                |                       |                    |                        |                                                 |
| 4                            | Федосенко Надія Федорівна      | 03.11.2010            | середня спеціальна | член Партії регіонів   | пенсіонер                                       |
| 8                            | Ячна Ксенія Михайлівна         | 03.11.2010            | середня спеціальна | член Партії регіонів   | ПАП Агрофірма «Снов», обліковець                |